# Noteroclada confluens
Noteroclada confluens är en bladmossart som beskrevs av Thomas Taylor och Hook.f. et Wilson. Noteroclada confluens ingår i släktet Noteroclada och familjen Pelliaceae. Inga underarter finns listade i Catalogue of Life.